# Kasachstandeutsche

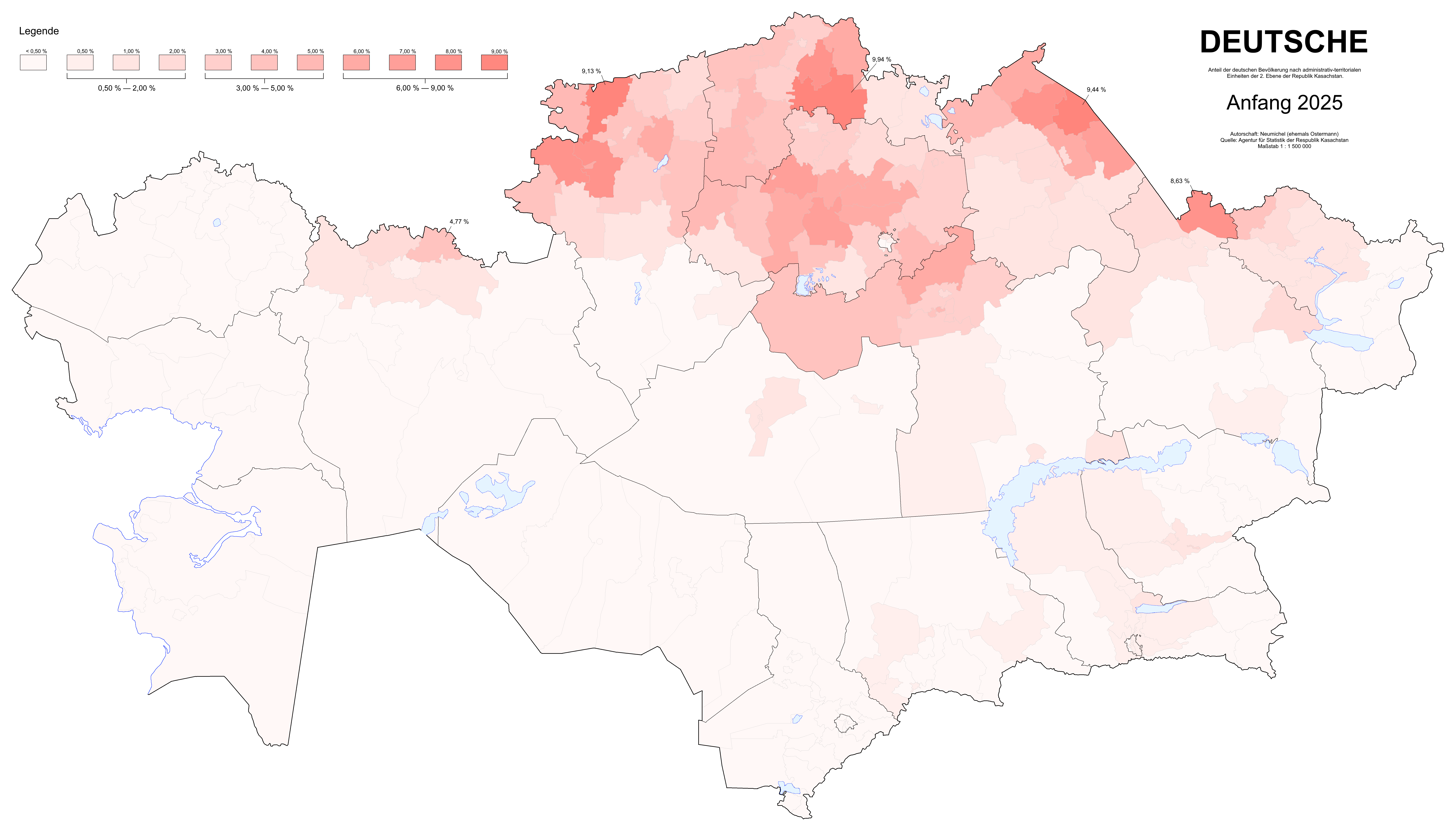
Deutsche in Kasachstan, 2025

Kasachstandeutsche (kasachisch Қазақстан немістері / Qazaqstan nemisteri, russisch казахстанские немцы, wiss. Transliteration kazahstanskije nemcy) sind eine deutschsprachige Minderheit in Kasachstan.

## Geschichte
Im Jahr 1895 gab es bereits erste deutsche Niederlassungen in der Gegend um Akmolinsk. Die Vorfahren der heutigen Kasachstandeutschen wurden nach der Auflösung der Wolgadeutschen Republik am 28. August 1941 durch das Innenministerium der UdSSR zwangsumgesiedelt und ihnen wurde verboten, einige spezielle Berufe auszuüben. Bis Mitte der 1950er Jahre unterlag diese Personengruppe einer Kommandanturmeldepflicht. Viele Kasachstandeutsche mussten in der Zeit zwischen 1941 und 1945 Zwangsarbeiten in Arbeitslagern verrichten.
Nachdem 1979 die Idee zur Bildung eines autonomen Gebiets der Deutschen in Kasachstan – in der Gegend von Akmolinsk/Zelinograd (heute Astana) mit einem hohen Anteil Deutschstämmiger – am massiven Widerstand der einheimischen russischen und kasachischen Bevölkerung scheiterte, wanderten die meisten Kasachstandeutschen seit Ende der 1980er Jahre als so genannte (Spät-)Aussiedler nach Deutschland aus. Nur wenige suchten einen Neubeginn innerhalb Russlands in den deutschen Nationalkreisen Halbstadt (Region Altai) und Asowo (bei Omsk) oder in der Oblast Kaliningrad, dem ehemaligen nördlichen Ostpreußen.

## Kultur
1931 wurde in Engels, der Hauptstadt der Wolgadeutschen Republik, das Deutsche Staatstheater gegründet. Nach dem Überfall der Wehrmacht auf die Sowjetunion im Juni 1941 wurden alle Institutionen der Wolgadeutschen Republik aufgelöst. 1980 wurde in der kasachischen Provinzstadt Temirtau das Deutsche Theater wiedergegründet. Der Geschichte des Theaters nach seiner Neugründung hat die aus Kasachstan stammende Schriftstellerin Eleonora Hummel ihren Roman Die Wandelbaren (2019) gewidmet.

## Gegenwart
Laut der Volkszählung von 2003 lebten 300.000 Deutsche in Kasachstan, vor allem im Norden des Landes und im Raum Astana. Die Volkszählung von 2009 ergab, dass nur noch 170.000 Deutsche in Kasachstan leben. Im Jahr 2012 benannte die staatliche kasachische Statistikbehörde die Zahl der in Kasachstan lebenden Deutschen auf 180.832. Bei der Volkszählung 2021 bezeichneten sich noch 174.632 Menschen als Deutsche.
Der Begriff Kasachstandeutsche hat lediglich in Deutschland eine Bedeutung, spielt aber unter den Aussiedlern keine große Rolle. Die aus Kasachstan nach Deutschland ausgewanderten Deutschen bezeichnen sich aus historischen Gründen selbst als Russlanddeutsche und werden in Kasachstan Deutsche genannt.

## Bekannte Kasachstandeutsche
- Vitalij Aab (* 1979), Eishockeyspieler
- Konstantin Airich (* 1978), Boxer
- Herold Belger (1934–2015), Schriftsteller und Übersetzer
- Oleg Born (* 1968), Fußballspieler
- Maxim Braun (* 1993), Biathlet
- Robert Dietrich (1986–2011), Eishockeyspieler
- Igor Dorochin (* 1962), Eishockeyspieler
- Konstantin Engel (* 1988), Fußballspieler
- Alexander Fitz (* 1948), Schriftsteller, Journalist und Drehbuchverfasser
- Natalja Gellert (* 1953), Politikerin
- Herman Gref (* 1964), Politiker und Vorstandsvorsitzender
- Juri Judt (* 1986), Fußballspieler
- Sergej Karimow (1986–2019), Fußballspieler
- Dimitrij Kotschnew (* 1981), Eishockeyspieler
- Dimitri Litesov (* 1989), Eishockeyspieler
- Alexander Merkel (* 1992), Fußballspieler
- Peter Neustädter (* 1966), Fußballspieler und -trainer
- Dimitri Pätzold (* 1983), Eishockeyspieler
- Nora Pfeffer (1919–2012), Dichterin
- Albert Rau (* 1960), Politiker
- Wadim Rifel (* 1979), Eishockeyspieler
- Dimitrij Schaad (* 1985), Schauspieler
- Heinrich Schmidtgal (* 1985), Fußballspieler
- Athanasius Schneider (* 1961), Theologe und Weihbischof
- Walter Sperling (* 1975), Historiker
- Hugo Wormsbecher (1938–2024), Schriftsteller